# Monte Elgon
El monte Elgon es un volcán en escudo extinto, en la frontera entre los países africanos de Uganda y Kenia, al norte de Kisumu y al oeste de Kitale. El punto más alto de la montaña, llamado «Wagagai», se encuentra totalmente en el interior de Uganda.
Es el volcán más grande y antiguo aislado en África Oriental, con una superficie de alrededor de 3500 km². La montaña tiene el nombre de la tribu Elgeyo, que una vez vivió en cuevas grandes en el lado sur de la montaña.
En 2003 fue declarado reserva de la biosfera de Kenia.